# Лотте (Німеччина)
Лотте (нім. Lotte) — місто в Німеччині, знаходиться в землі Північний Рейн-Вестфалія. Підпорядковується адміністративному округу Мюнстер. Входить до складу району Штайнфурт.
Площа — 38 км2. Населення становить 14 139 ос. (станом на 31 грудня 2020).

## Географії

### Адміністративний поділ
Місто  складається з 5 районів:
- Бюрен
- Верзен
- Гален
- Альт-Лотте
- Остерберг